# Nangka

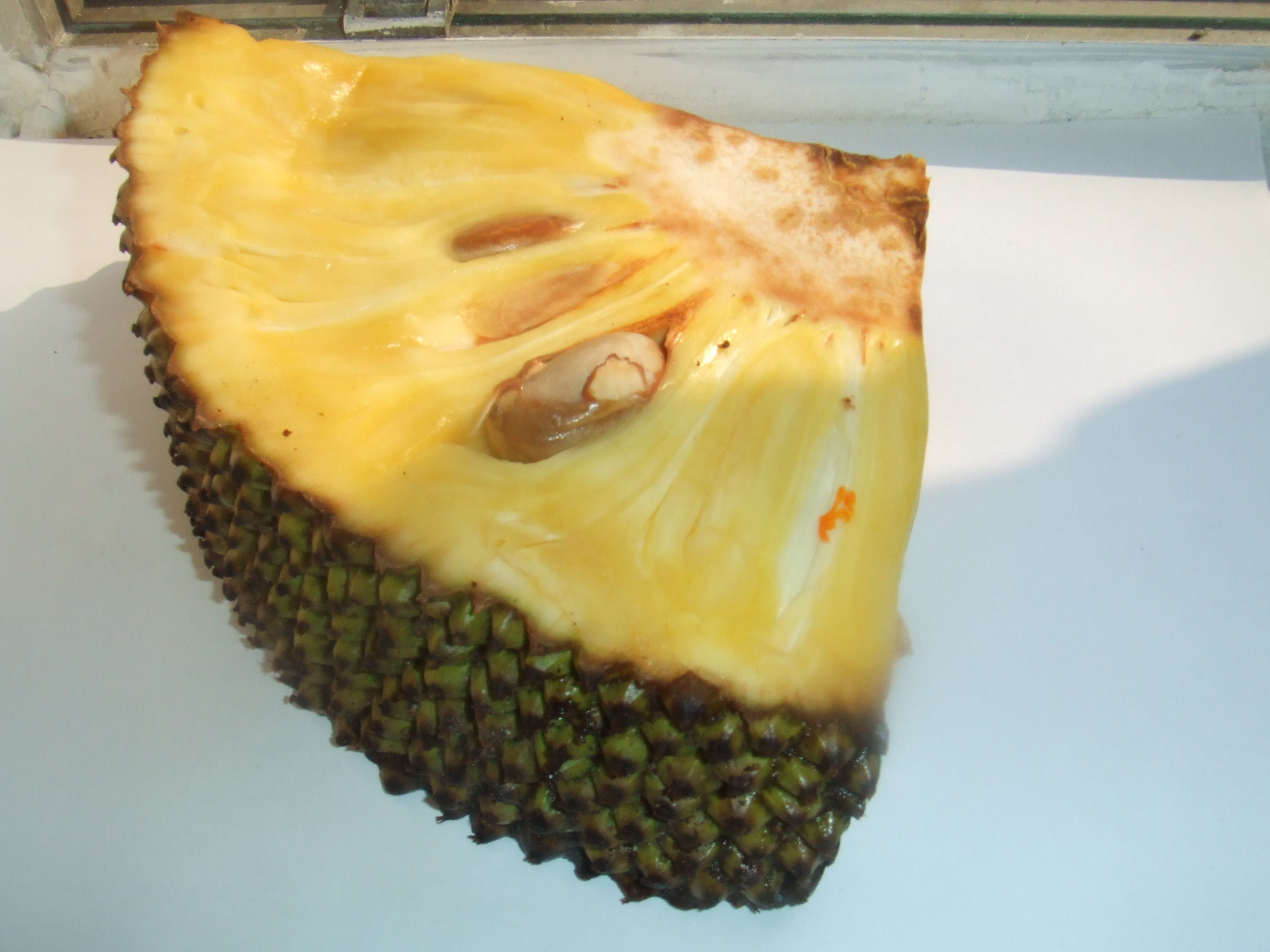
Stuk rijpe jackfruit

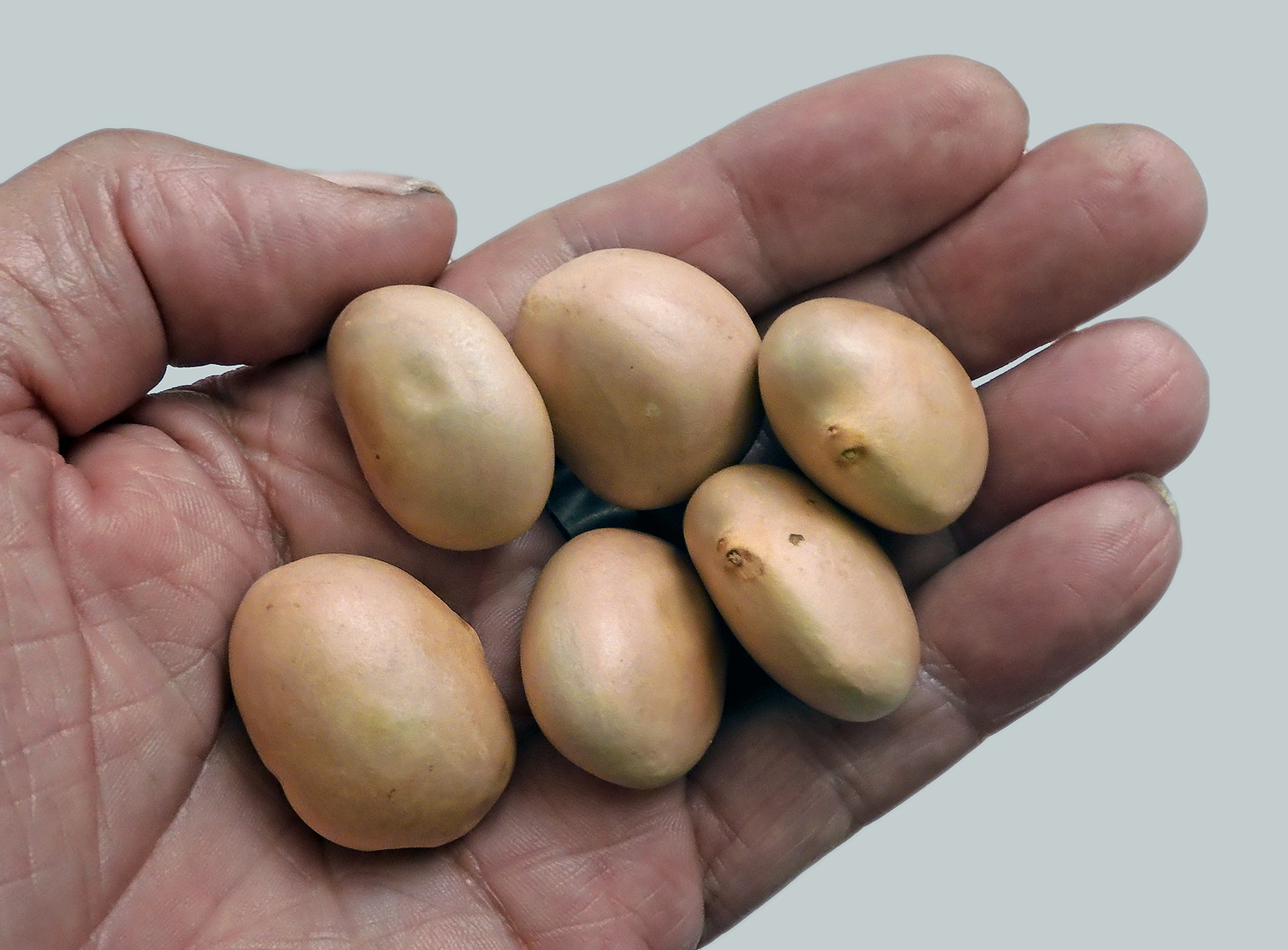
De zaden van de Nangka zijn na het schillen eetbaar en doen qua smaak denken aan aardappelen.

De nangka of jackfruit (Artocarpus heterophyllus) is een tot 30 m hoge groenblijvende boom uit de moerbeifamilie (Moraceae), die inheems is in de oerwouden van Indonesië, Maleisië, India, Sri Lanka, Vietnam, Suriname, en de Filipijnen. De vruchten, die aan de stam ontspringen (cauliflorie), kunnen tot 55 kg wegen en zijn daarmee de grootste boomvruchten ter wereld. Nangka is de naam in Maleisië, Indonesië en de Filipijnen. De Engelse naam jackfruit stamt via het Portugees uit de taal van het Indiase Kerala.

## Groeiwijze

### Vrucht
De vrucht is een vruchtverband, dat uit de gehele vrouwelijke bloeiwijze ontstaat. De vrucht is peervormig of cilindrisch, 30–100 cm lang en tot 50 cm breed. De bruingroene schil bestaat uit zeskantige punten, die elk uit één bloem zijn ontstaan. De vrucht bevat tot vijfhonderd 4 cm lange zaden. Het vruchtvlees is rijp gelig en smaakt flauw zoet en heeft ook een zoete geur. De vrucht bevat tot 30% zetmeel. De vrucht groeit drie jaar na het planten van de boom. 

### Bladeren en bloesem
De verspreid staande bladeren zijn van boven donkergroen en glanzend en aan de onderkant dofgroen. De bladeren zijn ovaal van vorm en 3,5-12 × 5-25 cm groot. Meestal hebben de bladeren een gave rand, maar jonge bladeren kunnen ingesneden zijn. De kleine bloemen groeien per geslacht apart in 1-4,5 × 3-15 cm grote bloeiwijzen uit de bladoksels aan behaarde kortloten.

## Gebruik
De vrucht kan op twee manieren gegeten worden: rijp en geel of jong en groen. Rijpe nangka is van nature zoet. De zaden worden als snack gegeten, en ze worden ook verwerkt in zoete gerechten zoals desserts, smoothies, custardpudding en ijs. Jonge, onrijpe nangka heeft een vlezige structuur en is neutraal van smaak. Doordat hij gemakkelijk smaken absorbeert, wordt jonge nangka vaak gebruikt in diverse curry’s en andere hartige gerechten. 
Soms wordt jackfruit als vleesvervanger gebruikt, hoewel het geen goede vleesvervanger is, omdat er onvoldoende voedingsstoffen in zitten. Er zit veel minder ijzer en eiwit in dan in vlees, ook zit er geen vitamine B12 in.
Jonge, onrijpe nangka wordt gebruikt als groente. De vrucht wordt vaak in blik verkocht, maar op markten liggen ook weleens delen van verse vruchten. Ook bestaan er chips en ijs van nangka. Bij gerechten in de oosterse keuken, zoals de Filipijnse, Vietnamese, Maleisische en Indonesische, wordt de vrucht gebruikt.
In Nederland is nangka voornamelijk verkrijgbaar in blik. Het wordt op twee manieren aangeboden in blik: op zout water (in pekel), dit heet in brine, en op siroop. Voor zoete bereidingen is de variant op siroop en de zoute variant voor hartige bereidingen. Rijpe nangka is verkrijgbaar bij Aziatische toko’s.
Het hout van de boom wordt wel gebruikt bij het maken van instrumenten van de gamelan.

## Gewas van de toekomst
Nangka wordt weleens het gewas van de toekomst genoemd. Volgens sommigen kan de vrucht een alternatief bieden voor belangrijke voedingsbronnen als mais, granen en tarwe. Dit zijn gewassen waar de Westerse wereld zwaar op leunt, terwijl ze door klimaatverandering bedreigd kunnen worden. Het gewas kan in dat geval een uitkomst bieden. Door de robuuste schil is nangka bestendig tegen ongedierte en ziekten. Ook kan hij goed tegen hitte en groeit hij snel. Het weefsel bevat vitamine B6, vitamine C, vitamine A, kalium, calcium en ijzer. Nangka is daarnaast vrij van gluten, soja, cholesterol en verzadigde vetten.
Er is nog weinig bekend over de duurzaamheid van jackfruit. Het moet veel kilometers reizen (voedselkilometers) en een ander nadeel van de vrucht is dat er maar een relatief klein gedeelte van de vrucht gegeten kan worden. Van een vrucht is ongeveer 30% eetbaar, waardoor er 70% schil en andere oneetbare stukken over blijft.

## Voedsel waarbij de vrucht kan worden gebruikt
- goedeg
- chips
- lodeh
- sajoer asem
- nangka-ijs
- tjendol
- nangka rendang